# Centro de conservación y zoológico Jardines de Ardastra
El Centro de conservación y zoológico Jardines de Ardastra (en inglés: Ardastra Gardens Zoo and Conservation Centre) se encuentra en Nassau, la capital de las Bahamas y abrió sus puertas en 1937, siendo la obra del horticultor jamaiquino Hedley Vivian Edwards.
Su nombre viene del latín Ardua astrum ('La lucha por las estrellas').
En la década de 1950 el gobierno de las Bahamas trajo flamencos con la intención de cría, ya que se habían convertido en especies raras de encontrar allí. En 1982 los jardines fueron adquiridos por el bahameño Norman Solomon, quien inició el primer zoológico en el país. Más conocido por sus flamencos, el zoológico cuenta actualmente con unos 300 animales.